# Casa Grases
La Casa Grases o Can Grases és un edifici situat al carrer Major de Sarrià, 189-193, al barri de Sarrià de Barcelona, catalogat com a bé amb elements d'interès (categoria C).

## Història
La construcció data de la segona meitat del segle xviii, quan era un palauet residencial, amb detalls historicistes, del que conserva pintures murals atribuïdes a Frances Pla i Duran «el Vigatà». El 1888, l'advocat i polític Bonaventura Grases i Hernández (1844-1930), que va reunir una magnífica col·lecció d'obres d'art, n'encarregà la reforma al mestre d'obres Josep Arnau i Piera.
A mitjans del segle xx va allotjar l'escola Tàber, fins al 2002, que l'abandonà a conseqüència del mal estat en que es trobava. La casa restà sense ús i va ser ocupada, fins que el 2019 el Banc Sabadell va decidir rehabilitar-la com a habitatges de luxe. L'equip GCA arquitectes hi va mantenir els elements protegits, obtenint un dels premis a la Millor Actuació Immobiliària a Habitatge als premis Asprima-Sima 2022.

## Descripció
L'edifici, situat entre l'Hostal Major de Sarrià i el parc de Joan Reventós, és de grans dimensions, d'estil senyorial noucentista, amb terrasses i baranes d'obra. Hi destaca la gran galeria, oberta a ponent, d'arcs rebaixats i baranes de terra cuita.